# La Brosse-Montceaux
La Brosse-Montceaux är en kommun i departementet Seine-et-Marne i regionen Île-de-France i norra Frankrike. Kommunen ligger i kantonen Montereau-Fault-Yonne som tillhör arrondissementet Provins. År 2022 hade La Brosse-Montceaux 736 invånare.

## Befolkningsutveckling
Antalet invånare i kommunen La Brosse-Montceaux
| Referens: INSEE |